# O tszinie i czynie
O tszinie i czynie – rozprawka epistolarna  Cypriana Kamila Norwida z 1861.

## O utworze
Utwór został skierowany do Mariana Sokołowskiego, jako list wtóry. Pierwszym mogła być rozprawka O Balladynie, nosząca nadtytuł do M... S... Rozprawka niniejsza może stanowić komentarz do pewnych uwag zawartych w lekcji piątej wykładów O Słowackim, a zarazem do manifestacji warszawskich z lutego (może kwietnia) 1861. Autograf zachował się w papierach M. Sokołowskiego. Utwór został opublikowany po raz pierwszy w Ineditach. Rozprawkach epistolarnych przez Zenona Przesmyckiego w 1933.

## Treść
Upadek, który pozostawia po sobie żywotne następstwa jest zwycięstwem. Jak zapewnić takiemu przedsięwzięciu żywotność? Trzeba aby było sumiennie oryginalne. Rzeczy naśladowane nie mają następstw, przynoszą tylko rozkład. Jak wiec zyskać wiedzę, że to przedsięwzięcie jest oryginalne? Odnosząc indywidualne sumienie do ostatecznego źródła prawdy za pomocą najzdrowszej ekstazy, modlitwami coraz krótszymi, aż do tak krótkiej jaką jest Modlitwa Pańska. Jak osiągnąć taką pewność zbiorowo i politycznie? Spróbowawszy wpierw indywidualnie, wziąć najzdrowszy ostatni fenomen życia politycznego i mocą krzyża dziejów, na pole przyszłości wyprowadzić. Krzyżem zaś dziejów jestː w imię Ojca – działać w odniesieniu do najzbożniejszych owoców tradycji, jaką ojcowie przekazali; i Syna – w imię najświętszych pragnień obecnego społeczeństwa; i Ducha Świętego –  w odniesieniu do najpatetyczniejszego uczucia Epopei i uczucia ofiary wesołej. Na tym polega czyn i nim się pokonuje wszelki tatarsko-azjatycki tszin.